# Johannes Walther

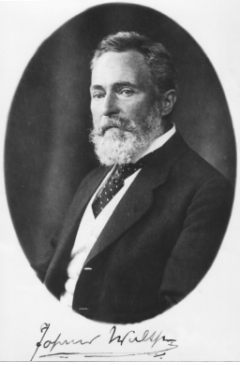
Johannes Walther

Johannes Walther (ur. 20 lipca 1860 w Neustadt an der Orla, zm. 4 maja 1937 w Bad Hofgastein) – niemiecki geolog i paleontolog.